# Santa Eulalia (Costa Rica)
Santa Eulalia è un distretto della Costa Rica facente parte del cantone di Atenas, nella provincia di Alajuela.